# Władysław Grabski
Władysław Dominik Grabski (7 juillet 1874 - 1er mars 1938, Varsovie) est un homme d'État, économiste et historien polonais. Il est le principal auteur de la réforme monétaire lors de la Deuxième République de Pologne et a été Premier ministre en 1920 puis de 1923 à 1925. C'est le frère de Stanisław Grabski (pl) et Zofia Kirkor-Kiedroniowa (pl).

## Biographie
Il fait des études de science politique à Paris et d'histoire à la Sorbonne. En 1905 de retour en Pologne, il fonde la Société d'agriculture, suivie par la création de l'Union nationale pour le travail. L'autorité de tutelle russe préoccupée par la montée en puissance de Grabski dans le mouvement social le jette en prison pendant un an. Libéré, il est élu à la Douma jusqu'en 1912 sous l'étiquette du Parti national-démocrate. Il travaille ensuite à la commission budgétaire du ministère de l'agriculture de Russie.
Pendant la Première Guerre mondiale, Grabski crée le Comité central des citoyens. chargé d'œuvrer en faveur de la paix sociale et civile en Pologne. Il entre au comité national polonais puis est nommé en 1919 ministre de l'agriculture de Pologne. Le 27 juin 1920 il est nommé président du conseil des ministres jusqu'en juillet 1920. Il forme un conseil de défense de l'État qui décrète la patrie en danger. Il démissionne pour protester contre le projet de ligne Curzon. Il est de nouveau chef du gouvernement le 19 décembre 1923 mandat au cours duquel il engage des réformes pour assainir l'économie polonaise. Le 26 mars 1925, il signe un concordat avec le Vatican, qui rend les cours de religion obligatoires dans les écoles.
Le 13 novembre 1925, Grabski démissionne sous les pressions du groupement d'industriels et de financiers Leviathan, opposé désormais à soutenir le zloty sur les places financières internationales. Il abandonne la politique pour se consacrer aux travaux académiques à l'École centrale d'économie rurale de Varsovie (SGGW), dont il devient le recteur en 1926. Il préside à la création de l'Institut de sociologie rurale et en devient le directeur jusqu'à sa mort.